# Поліегос
Поліегос (грец. Πολύαιγος) — грецький безлюдний острів в Егейському морі; входить у групу Кікладських островів, розташований поблизу островів Мілос та Кімолос.
Назва острову перекладається з грецької як Багато кіз, оскільки острів населений численною популяцією диких кіз. В адміністративному відношенні територія острова відноситься до муніципалітету Кімолос. Більшою частиною острова володіє Елладська православна церква, яка дозволяє використовувати пасовищам пастухам з прилеглих островів Мілоса та Кімолоса.
З листопада 2009 року на глибині 25-49 метрів в районі Поліегоса проводилися підводні дослідження, в результаті яких 2010 року археологи виявили затонулий античний корабель і підняли на поверхню 4 великі давні амфори та 2 кілікси, яким близько 2,5 тисяч років. Судно затонуло наприкінці 5 — на початку 4 століття до н. е. Воно перевозило керамічні вази, виготовлені майстрами навколишніх островів Кікладського архіпелагу.